# Anthonio Sanjairag
Anthonio Sanjairag (thailändisch อันโตนิโอ แสนใจรักษ์, * 16. April 2002 in Nacka, Schweden) ist ein schwedisch-thailändischer Fußballspieler.

## Karriere

### Verein
Anthonio Sanjairag erlernte das Fußballspielen in den schwedischen Jugendmannschaften von Årsta FF und Djurgårdens IF. Am 1. Juni 2021 ging er nach Thailand, wo er einen Vertrag beim Chonburi FC unterschrieb. Der Verein aus Chonburi spielt in der ersten thailändischen Liga, der Thai League. Sein Erstligadebüt gab Anthonio Sanjairag am 25. September 2021 (4. Spieltag) im Auswärtsspiel gegen den Erstligaaufsteiger Khon Kaen United FC. Hier wurde er in der 79. Minute für Gidi Kanyuk eingewechselt. Die Sharks aus Chonburi gewannen das Spiel mit 7:0. Doch schon seit Anfang 2022 fällt der Innenverteidiger dauerhaft mit einer Knieverletzung aus. Nach insgesamt fünf Ligaspielen für die Sharks wechselte er im Juli 2023 zum Erstligaaufsteiger Uthai Thani FC. Für den Verein aus Uthai Thani kam er jedoch nicht zum Einsatz. Nach der Hinrunde 2023/24 wurde sein Vertrag aufgelöst. Nach einem halben Jahr Vertragslosigkeit unterschrieb er im Juli 2024 in Nakhon Ratchasima einen Vertrag beim Erstligaaufsteiger Nakhon Ratchasima FC. Nach einer Spielzeit, in der er 15 Ligaspiele bestritt, wurde sein Vertrag im Sommer 2025 nicht verlängert.

### Nationalmannschaft
In den Jahren 2018 und 2019 absolvierte Sanjairag jeweils ein Testspiel für die schwedische U-17- bzw. U-18-Auswahl. Im Oktober 2021 kam er dann zweimal für die U-23 von Thailand während des Qualifikationsturniers zur Asienmeisterschaft in der Mongolei zum Einsatz.